# 麻清江
麻清江（1912年12月8日—1993年），號靜波，中華民國陸軍中將，曾任聯勤總部副總司令，國家安全會議戰地政務委員會副主任委員。
麻清江於1912年12月8日生於河北臨城。畢業於陸軍軍官學校第七期（1928年-1930年）、陸軍工兵學校第二期、陸軍大學第十七期（1939年-1942年）、三軍聯合大學第二期、革命實踐研究院聯戰班第五期（石牌聯戰班第三期）、美國陸軍參謀大學特二期。
歷任隊員、排長、分隊長、區隊長、教官、團附、河南省第五區保安司令部參謀（1938年11月10日-）、營長、科長、軍事委員會銓敘廳設計委員（1945年5月16日-）、處長、鐵道兵第三團團長（1946年-）、聯勤總部副參謀長、參謀長、副總司令(1957年3月-)。
著作有《陸軍鐵道兵第三團團史》。